# Massacre de Raboteau
Raboteau est un quartier au bord de la mer aux Gonaïves, dans le nord-ouest d’Haïti. Le 22 avril 1994, pendant la dictature militaire arrivée au pouvoir après un coup d’État contre Jean-Bertrand Aristide, un groupe de partisans d'Aristide sont battus et tués par des civils et des forces para-militaires (y compris le Front pour l'Avancement et le Progrès d'Haïti, FRAPH).

## Déroulement du massacre
Le raid a lieu dans le cadre d'une politique nationale pro-Aristide. Au cours de la dictature, les citoyens de Raboteau organisaient des manifestations, cachaient les fugitifs et distribuaient de la propagande pro-Aristide. Le 22 avril, les autorités militaires sont allées de maison en maison pour terroriser les citoyens de Raboteau. Ceux qui sont restés ont été arrêtés, battus, ou noyés dans les égouts à ciel ouvert. Ceux qui ont fui ont été traqués, arrêtés, torturés ou tués. L'attaque a continué sur l'eau lorsque les assaillants ont réquisitionné les bateaux de pêche pour tirer à vue sur les personnes fuyant par la mer.
Depuis, les soldats et les paramilitaires ont empêché les familles des victimes de faire valoir les droits des victimes. Le nombre total de morts ne sera probablement jamais connu. Plusieurs ont été enterrés dans des tombes et d'autres ont été laissés à la mer. Selon News Haïti, 26 personnes sont mortes dans l'attentat. Toutefois, selon certaines estimations, le total des morts serait plus proche de 50.

## Procedures judiciaires en Haïti

### Procédures devant la Cour pénale Gonaives
Brian Concannon et Mario Joseph, du Bureau des avocats internationaux (BAI), un groupe de juristes internationaux et locaux qui représentent les victimes de violations des droits de l'homme en Haïti, et une unité spéciale de la police d'investigation, les autorités locales, les fonctionnaires de la justice internationale, et les victimes ont passé cinq ans à travailler ensemble sur le procès du massacre de Raboteau.
Le BAI a été le représentant des victimes, lors des procédures judiciaires, mais il les défendait aussi en dehors de la salle d'audience. Dans le cadre du système juridique français appliqué en Haïti, le BAI a été en mesure de participer à pratiquement toutes les phases de la procédure pénale. En plus de victimes, la BAI a travaillé en étroite collaboration avec les procureurs, juges, policiers et fonctionnaires.
Au total, 59 personnes ont été jugées pour leur implication dans le massacre. Toutefois, seulement 22 personnes étaient en garde à vue au moment du procès. Les 37 autres ont été jugées par contumace. Parmi les absents, un grand nombre de hauts fonctionnaires du régime militaire en 1991/1994, et notamment Emmanuel Toto Constant, le fondateur du FRAPH colonel Carl Dorélien, le chef de la junte militaire Raoul Cédras et Louis-Jodel Chamblain.
Chaque journée du procès a été observée par des organisations haïtiennes des droits de l'homme, et la MICAH.
La logistique du procès a été menée par le Bureau spécialisé pour le procès du massacre de Raboteau, un organisme créé par le Président René Préval et dirigé par Florence Elie. Les témoignages des familles et des individus présents au moment du massacre ont été à la base d'une manifestation publique. 34 témoins, y compris les voisins des victimes et des responsables locaux, ont témoigné. Les éléments de preuve médico-légale ont également été présentés par une équipe internationale d'anthropologues qui ont mis au jour et analysé les corps de trois personnes tuées dans le massacre. L'équipe d'experts a été dirigée par le Docteur Karen Burns, de l'Université de Géorgie et le Docteur Michèle Harvey de l'Université de Toronto. Mimi Doretti de l'équipe argentine d'anthropologie médico-légale a mené des analyses, mais n'a pas été en mesure de témoigner au procès. Leurs commentaires sur la preuve portaient sur des lésions osseuses, les pièces de vêtements et de cordes nouées autour du cou de squelettes. La preuve par ADN correspondait effectivement avec les organismes identifiés dans les rapports des victimes.
Les 37 personnes jugées par contumace ont été inculpées sur la base de la théorie de la responsabilité et la complicité d'exécution. Colin Granderson, ancien chef de la MICIVIH a témoigné sur la façon dont le quartier de Raboteau avait été la cible d'attaques pendant toute la période du coup d'État, cette attaque que les responsables en place étaient au courant et qu'ils avaient même essayé de dissimuler des preuves. Deux anciens colonels de l'armée de l'Argentine "Centro de Militares" ont publié un rapport fondé sur l'enquête de 1999. Le rapport a montré comment l'ensemble de la structure militaire en Haïti a été poussée à tolérer ou même mener des attaques contre les civils et les opposants politiques. Le rapport a également établi pourquoi des chefs militaires ont été responsables du massacre en vertu de règlements militaires haïtiens et du droit international.
Le procès a duré 6 semaines et s'est terminé le 9 novembre 2004. Le jury a conclu que 16 des 22 accusés en détention coupable d'implication dans le massacre. Le 16 novembre 2004, les 37 accusés qui ont été jugés par contumace ont été condamnés à la servitude pénale à perpétuité. En vertu de la loi haïtienne, toutefois, les personnes condamnées par contumace ont droit à un nouveau procès si jamais elles sont interceptées ou arrêtées. En outre, la Cour a émis un procès civil dans l'ordre de 1 milliard de gourdes (environ 43 millions de dollars) de dommages et intérêts aux victimes et à leurs familles.

### Réalisations
Le procès de l'affaire de Raboteau est l'un des plus importants procès des droits de l'Homme dans les Amériques. Il a frappé fort contre le pays historique de l'impunité à grande échelle, et a démontré que les tribunaux pourraient être utilisés par les pauvres pour défendre leurs intérêts contre les malfaiteurs. L'affaire témoigne de l'amélioration du système judiciaire en Haïti à partir de la transition vers la démocratie en 1994. Les observateurs nationaux et internationaux qui ont suivi le sentier inclut Adama Dieng, expert indépendant des Nations unies sur Haïti et la Mission d'appui des Nations unies en Haïti à l'époque. Ils ont trouvé l'affaire équitable et juste tant pour les victimes que pour les accusés. Le système judiciaire haïtien a également suivi toutes les procédures au cours du procès. Tous les accusés dans l'affaire de Raboteau, ont été convoqués par des mandats bilingues en français et en créole. Ils ont été représentés depuis le début par certains des meilleurs avocats en droit pénal d'Haïti, qui ont combattu la décision jusqu'à la Cour suprême d'Haïti. Enfin, les membres du jury ont été sélectionnés en prenant compte des facteurs géographiques, économiques et sociaux.
Le 16 mai 2008, les victimes du massacre de Raboteau ont reçu plus de 400 000 $, en dommages et intérêts accordés par la Cour, du colonel Carl Dorélien un membre de la dictature de facto du Haut commandement militaire qui avait fui en Floride après le rétablissement de la démocratie en Haïti.
Le documentaire Pote Mak Sonje: Le procès de Raboteau, qui a reçu de nombreuses recompenses et un tres bon accueil de la critique internationale, met à l’ecran la lutte pour la justice pour les victimes du massacre de Raboteau.

### Un «grand pas en arrière»
Le 3 mai 2005 dans une décision très controversée de la Cour suprême d'Haïti, les peines de 15 (l'un des 16 était mort en prison) des personnes condamnées dans le Tribunal pénal de Gonaïves pour leur implication dans le massacre de Raboteau ont été annulées. Le renversement a été fermement condamné par le Barreau de l'État de New York et est largement considéré comme une parodie de justice en Haïti. Amnesty International a déclaré qu'ils croient « que les arguments présentés à la Cour suprême à annuler ces condamnations sont contraires à la Constitution haïtienne et que la Cour suprême [d'Haïti ]… » et qu'il s'agit d'un effacement de la justice.
Le verdict a infirmé la décision sur le point de droit spécifique que la Constitution haïtienne de 1987 ne demandait pas un procès devant un jury pour l'affaire du massacre de Raboteau. Les avocats de la défense n’avaient contesté dans aucun de leurs appels. La Cour suprême a fondé sa décision sur une loi du 29 mars 1928 en Haïti, intégrée au Code de procédure pénale, que tous les procès de délits connexes devaient être faits sans jury et être renvoyés à un tribunal criminel spécial. La Constitution de 1987 mais exige jury pour tous les crimes de sang.
Le nœud de la décision était que l'article 50 de la Constitution de 1987 ne s'applique pas au massacre de Raboteau, car il ne satisfait pas la condition de crime de sang. Le tribunal a affirmé que puisque la Constitution ne définit pas les crimes de sang, elle ne pouvait pas annuler la loi du 29 mars 1928.  Le tribunal a estimé que si la loi du 29 mars 1928 reste valide, le juge doit se limiter à renvoyer le cas à une cour criminelle, sans se soucier de savoir si un jury était nécessaire ou non. Mais puisque les cours criminelles spéciales font aussi usage des jurys, le raisonnement utilisé par la Cour de cassation était caduc. Toutefois, au lieu de l’ordonnance d'un nouveau procès (sans jury), la Cour suprême a annulé les condamnations sans renvoi donc sans possibilité d'un nouveau procès. Toutefois, même avec cette décision, les 37 autres peines restent valables car le juge s’est exprimé sans l'appréciation du jury.

## Procédures judiciaires aux États-Unis

### Poursuites contre Emmanuel Toto Constant
Emmanuel "Toto" Constant a fui à pied  d’Haïti vers la République dominicaine d’où il a été capable de prendre un vol vers les États-Unis d’Amérique. Il a finalement été emprisonné par le I.N.S. comme l'a indiqué David Grann. Constant a travaillé avec la CIA, de son propre aveu, et selon des sources du gouvernement américain. En 1996, le secrétaire d'État Warren Christopher a soumis un affidavit à la Cour en matière d'immigration, en préconisant l'expulsion de Constant. Le Secrétaire d’État Christopher s’était aperçu de l'étendue et de la crédibilité des accusations de violations des droits humains contre Constant. Il ne souhaitait pas donner l’impression d’appuyer ses activités en le laissant vivre aux États-Unis. Le secteur judiciaire a alors émis une ordonnance d'expulsion, mais douze ans plus tard, elle n'était toujours pas exécuté. À la suite de la commande, Constant déposa une plainte contre Janet Reno affirmant que la "CIA a collaboré avec le demandeur".
- Constant a été arrêté en juin 2006[17] et inculpé pour fraude hypothécaire à New York le 7 juillet 2006[18], et après avoir rejeté les offres d’amiable, son procès était prévu pour juillet 2008.

- En octobre 2006, Constant a été condamné par un tribunal de l'État de New York à verser 19 millions de dollars en dommages civils à trois femmes qui avaient été violées et torturées par des FRAPH dans une affaire intentée par  le Center for Justice & Accountability et le Center for Constitutional Rights[19].

### Poursuites contre le Colonel Carl Dorelien
Carl Dorelien était un colonel de l'armée haïtienne au cours des années du coup d’État de 1991 à 1994, responsable de la discipline et des questions de personnel. Après la restauration de la démocratie en Haïti, Dorelien a fui vers les États-Unis. En 2003, il a été expulsé vers Haïti en raison de son passé de violations des droits humains, et a été placé en garde à vue à la suite de sa condamnation par contumace. Il a choisi de ne pas exercer son droit à un nouveau procès. Un an après son retour, le Président Aristide a été de nouveau renversé par un coup en 2004 et Dorelien s’est échappé de prison. Il n'a pas encore été remis en prison.
Le Center for Justice and Accountability (CJA) a déposé une plainte contre Dorelien juste avant son expulsion. La poursuite a été introduite, en vertu de l’Alien Tort Statute, demandant de dommages et intérêts civils pour le mari de Marie Jean, victime du massacre de Raboteau, et pour la détention arbitraire et la torture de syndicaliste Lexiuste Cajuste. Le 23 février 2007, Dorelien a été trouvé civilement responsable par la Cour fédérale des États-Unis pour des actes de torture et des exécutions extrajudiciaires. Il a été condamné à payer 4,3 millions de dollars en dommages civils.
En 1997 Dorelien a gagné 3 millions de dollars à la loterie d’État de Floride. Ses gains ont été saisis et placés en dépôt. En août 2006, la Cour d'État de Floride a statué que le jugement civil haïtien contre Dorelien était exécutoire aux États-Unis.
Les biens saisis ont été distribués aux victimes de Raboteau, le 16 mai 2008. À l’occasion, Pamela Merchant, directeur du CJA, déclare: «Les victimes de Raboteau méritent le paiement des 400,000 dollars pour leurs blessures et leurs souffrances en 1994. Mais ils ont également mérité ce paiement grâce à leurs efforts inlassables et courageux pour la justice pendant plus de 14 ans dans deux pays. Le National Lawyers Guild a également félicité les victimes du massacre de Raboteau pour leur victoire historique.
Mario Joseph, le directeur du BAI procureur déclare aussi: "Les dommages et intérêts sont une victoire pour tous les Haïtiens. Le procès de Raboteau, en Haïti construit la foi dans la justice, car il a montré que les pauvres étaient en mesure d'utiliser les tribunaux pour protéger leurs droits contre les riches et les puissants. Le procès aux États-Unis va construire la foi et la solidarité, parce que le CJA et d'autres avocats américains ont montré que certains individus aux États-Unis étaient prêts à travailler aussi longtemps et aussi dur que nécessaire pour faire valoir nos droits." 
Brian Concannon Jr., directeur de l'Institute for Justice and Democracy in Haiti (IJDH), qui avait travaillé sur le cas depuis 1995, déclare pour sa part: "Ce jour a mis longtemps à venir, mais il ne pouvait pas tomber à un meilleur moment. En Haïti, un pays pris dans une crise alimentaire, l'argent sera une bouée de sauvetage pour certains. En Haïti, un pays qui lutte à travers une transition démocratique, la leçon que la persévérance dans le combat non-violent pour la justice peut porter des fruits peut être une source d'inspiration pour l'ensemble du pays à travailler pour un avenir plus stable et plus juste. "